# Segundo gobierno de Francisco Franco
El segundo gobierno de Francisco Franco fue el Gobierno de España que se constituyó durante la dictadura de Francisco Franco, presidido por este, el día 9 de agosto de 1939 en la ciudad de Burgos, una vez acabada la guerra civil española y tres semanas antes del inicio de la Segunda Guerra Mundial.

## Historia
Al día siguiente de la promulgación de la Ley de Reorganización de la Administración Central del Estado, el general Franco, que continuó aunando la Jefatura del Estado y la presidencia del gobierno, nombraba su segundo gobierno, de nuevo integrado por personalidades de todas las «familias» políticas de la coalición derechista vencedora en la guerra civil pero con la «influencia determinante» de los fascistas de Falange, ya que el «hombre fuerte» del gobierno era el «cuñadísimo» Ramón Serrano Suñer, que acababa de ser nombrado por el Generalísimo Jefe de la Junta Política de FET y de las JONS  y que además ocupaba la cartera de la Gobernación, el Ministerio clave, ya que desde él controlaba toda la prensa y el aparato de propaganda.
Los falangistas aumentaron sus ministerios de dos a cinco, tres de ellos militares —el coronel Juan Beigbeder, ministro de asuntos exteriores; el general Agustín Muñoz Grandes, secretario general del partido único FET y de las JONS; el general Juan Yagüe, ministro del Aire—. Otros tres militares ocupaban la Subsecretaría de la Presidencia, que sustituyó al puesto suprimido de vicepresidente, y los ministerios del Ejército y de la Marina. El carlista Esteban Bilbao fue nombrado ministro de Justicia, y a él se le atribuyó la idea de poner en las monedas la frase Franco, Caudillo de España por la gracia de Dios. El ingeniero Alfonso Peña Boeuf, al frente de Obras Públicas, fue el único ministro que siguió del primer gobierno, junto con Serrano Suñer. «Esto contribuyó a confirmar la impresión que se tenía de que Serrano se estaba consolidando como hombre fuerte del régimen».
Para asegurar la coordinación de los ministerios militares, se creó el cargo de Jefe del Alto Estado Mayor, que fue ocupado por el general Juan Vigón, y la Junta de Defensa, que estaría formada por los ministros del Ejército, de Marina y del Aire, junto con sus respectivos Jefes de Estado Mayor, más el Jefe del Alto Estado Mayor, y que presidiría el Generalísimo Franco. A la Junta se podrían incorporar los ministros de Asuntos Exteriores y de Industria y Comercio, si el asunto a tratar así lo requería. En aquel momento el Ejército español mantenía en servicio activo a cerca de medio millón de hombres.

### Composición
El gobierno estaba integrado por 14 ministros. En él, sólo había dos viejos falangistas: Yagüe, militar, y Sánchez Mazas, de tendencia monárquica. Aumentaron los neo-falangistas de Serrano Suñer, procedentes de la CEDA, mientras que el grupo más nutrido estaba formado por militares. Aunque para Serrano este gobierno se distinguió por su tendencia a la unidad falangista, para Ricardo de la Cierva esta apreciación no es cierta, ya que el general Franco en todos sus gobiernos siempre quiso reflejar el conjunto de tendencias políticas que se habían integrado en su régimen desde el inicio de la Guerra Civil. Franco suprimió el cargo de Vicepresidente, como subrayando que una vez terminada la guerra podía desempeñar directamente la presidencia, tal como sucedería hasta 1973.
Entre sus integrantes destacaban:
- Ramón Serrano Súñer continúa en Gobernación, cartera que comprendía las tareas de prensa y propaganda.
- Alfonso Peña Boeuf, competente técnico y reconocido monárquico, continúa en Obras Públicas.
- El coronel Juan Luis Beigbeder Atienza ocupa la cartera de Exteriores sustituyendo a Gómez Jordana.
- La cartera de Justicia corresponde a Esteban Bilbao Eguía, carlista, antiguo colaborador de Miguel Primo de Rivera.

El Ministerio de Defensa quedó desdoblado en tres ministerios militares:
- De Aire se encarga el general Yagüe, sustituido más tarde por Juan Vigón Suerodíaz.
- De Ejército el general Varela, de convicciones monárquicas y tradicionalistas, enemigo de Serrano y ajeno a Falange.
- De Marina el laureado almirante Moreno, que había sido segundo del también almirante Cervera en el Estado Mayor de la Armada.

## Valoración
Según Paul Preston, el cambio de gobierno respondió a la «cambiante situación internacional». Así los dos cambios más significativos fueron la sustitución del anglófilo Gómez Jordana por el entonces ferviente defensor del Eje coronel Juan Beigbeder, que «compartía los sueños marroquíes de Franco», y la entrada en el gabinete del general falangista Juan Yagüe, que había acompañado a la Legión Cóndor en su viaje de regreso a Berlín y que durante su estancia de dos meses en Alemania había desarrollado «una irrefrenable admiración por la política social nazi, por la Wehrmacht y aún más por la Luftwaffe». Ambos nombramientos fueron sugeridos por Serrano Suñer. Por otro lado, Preston relativiza la importancia del cambio de gobierno pues «el gabinete no era más que un club de debates» y «Franco conservaba firmemente en sus manos la dirección suprema de la política» y en especial la política exterior.